# 텔레익지스턴스

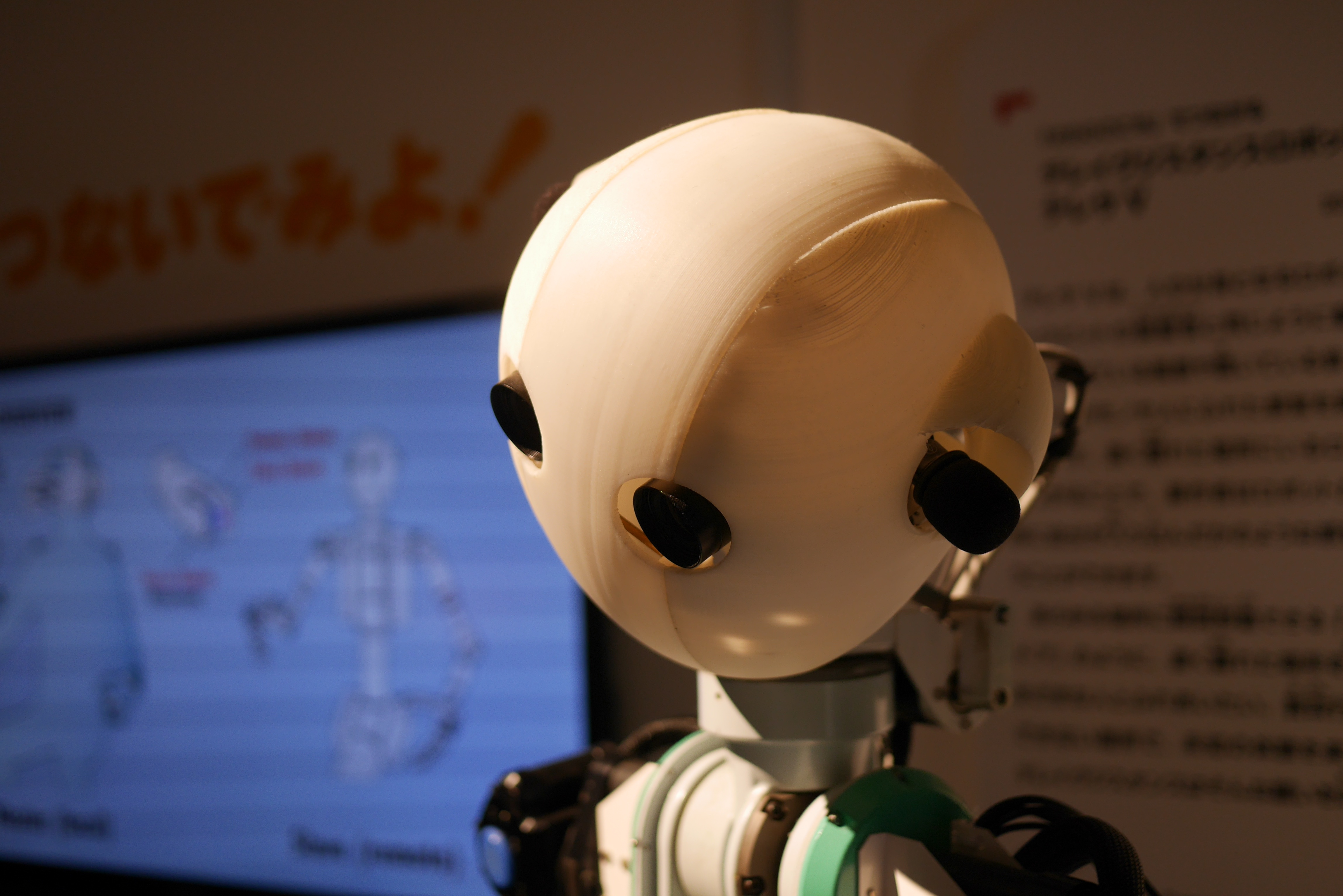

텔레익지스턴스(telexistence)란 가상현실의 한 분야로 원격지에 있는 사물 또는 사람이 마치 근처에 있는 것 같이 느끼면서, 조작 등을 리얼타임으로 수행할 수 있는 환경을 구축하는 기술 및 그 체계이다. 도쿄 대학교의 다치 스스무 교수에 의해서 1984년에 처음으로 소개되었다.
텔레익지스턴스는 단순한 원격조작 기술이 아니라, 사용자가 그 장소에 실제로 존재하는 것과 같은 현장감과 신체성을 재현하는 것을 목표로 한다. 이를 위해 사용자 쪽의 ‘주관계’(입력 장치, 시각, 청각, 촉각 등)와 로봇 쪽의 ‘객관계’(액추에이터, 센서), 그리고 이들을 실시간으로 연결하는 ‘통신계’의 세 요소로 구성된다.
가상현실(VR)이 존재하지 않는 공간에 몰입하는 기술이라면, 텔레익지스턴스는 실제 존재하는 원격지의 공간에 존재감을 전송하는 기술로, 상호보완적인 체계이다.
이 기술은 위험 지역에서의 작업, 고령자 지원, 의료, 교육, 관광, 우주 탐사 등 다양한 분야에 응용되고 있으며, 실제로 화성이나 금성 개발에도 원격 존재 기술이 활용될 수 있을 것으로 기대된다.
텔레익지스턴스 개념은 일본 도쿄대학교의 다치 스스무 명예교수가 1980년에 처음 제안하였고, 1984년에 국제 학술지에 발표되면서 공식적으로 소개되었다. 이후 이 용어는 IEEE 등 국제 학회에서도 널리 사용되며, 인간 확장(Human Augmentation)의 선구적인 기술로 자리잡았다.
텔레익지스턴스 기술은 1990년대 이후, IEEE를 비롯한 다양한 국제 표준화 기구 및 학술 단체에서 주목을 받고 있으며, 현재는 신체성 미디어 및 원격 존재 기술의 핵심 분야로 간주되고 있다.

## 참고 문헌
- S. Tachi, Telexistence, World Scientific Publishing Company, ISBN 978-9812836335, 2009.
- “Tachi_Lab - テレイグジスタンス”. tachilab.org. 2025년 7월 19일에 확인함.
- S. Tachi, K. Tanie, K. Komoriya and M. Kaneko, Tele-existence (I): Design and Evaluation of a Visual Display with Sensation of Presence, RoManSy 84 The Fifth CISM-IFToMM Symposium. 1984: 206–215.
- Tachi, S.; Arai, H.; Maeda, T. (1990년 7월). "Tele-existence master-slave system for remote manipulation". IEEE International Workshop on Intelligent Robots and Systems, Towards a New Frontier of Applications. 343–348 vol.1. doi:10.1109/IROS.1990.262409.

## 관련 문서
- 가상현실
- 텔레프레즌스
- 로봇 공학

1. ↑  S. Tachi, K. Tanie, K. Komoriya and M. Kaneko, Tele-existence (I): Design and Evaluation of a Visual Display with Sensation of Presence, RoManSy 84 The Fifth CISM-IFToMM Symposium. 1984: 206–215.